# Sever Dan
Sever Dan (n. 1885, Mociu, Cluj, Austro-Ungaria – d. 1961) a fost un deputat în Marea Adunare Națională de la Alba Iulia, organismul legislativ reprezentativ al „tuturor românilor din Transilvania, Banat și Țara Ungurească”, cel care a adoptat hotărârea privind Unirea Transilvaniei cu România, la 1 decembrie 1918.:p. 77

## Biografie
Sever Dan s-a născut în familia medicului Ion Dan la 23 august 1885, în localitatea Mociu, Cluj. A urmat școala elementară din comuna natală, apoi a continuat studiile timp de 3 ani la Liceul german din Bistrița, 3 ani la Liceul piarist din Cluj și a absolvit la Beiuș. Aici a devenit membru al societății literare „Samuil Micu”. La liceul din Beiuș a întreținut corespondența interșcolară promovată de liceul din Turnu Severin, corespondentul lui fiind George Popescu, viitorul general de aviație. În 1904 a obținut bacalaureatul. În același an a participat la serbările de la Putna, unde s-a întâlnit cu colegii din țară, pe care apoi i-a condus prin Transilvania. În urma acestui eveniment a scris schița Cascada înfrățirii publicată în Luceafărul, acesta fiind momentul de debut în publicistică. În anul 1906, împreună cu prietenii Ciplea, Nemeș, Borza, Mioc și Chirvai i-a vizitat pe corespondenții din România, fiind primiți de Nicolae Iorga.
Între anii 1904-1909 a urmat studii juridice la Universitatea din Cluj, obținând doctoratele în drept, științe politice și juridice. Ca student a colaborat la ziarele românești din Transilvania, la Neamul Românesc din București și Ramuri din Craiova.
După terminarea studiilor universitare s-a remarcat ca avocat și publicist. În 1910 a fost director al publicației Gazeta Transilvaniei. După intrarea României în Primul Război Mondial a fost internat de către autoritățile maghiare în lagărul de la Sopron. În urma celui de-Al Doilea Război Mondial a fost arestat și întemnițat la Sighet. În iunie 1955 a fost pus în libertate.
Sever Dan a decedat în 1961.:p. 61-62

## Activitate politică
În paralel cu activitatea sa publicistică, Sever Dan a desfășurat o intensă activitate politică, în care era angajat încă din anii studenției, implicându-se în mișcarea națională a românilor transilvăneni. În 1914 a fost numit secretar al Comitetului executiv al Partidului Național Român și conducător al ziarului Românul din Ardeal. În 1919 a fost desemnat delegat al consiliului Dirigent în Ministerul de finanțe din București. În același an a fost ales deputat. În perioada 1919-1934 a îndeplinit diferite funcții politice și administrative. Ca membru marcant al PNȚ a devenit secretar general al partidului. Pe linie administrativă a îndeplinit funcția de subsecretar la Ministerul de finanțe (6-20 iunie 1927), Ministru al Sănătății și Ocrotirilor sociale (10 noiembrie 1928 – 4 noiembrie 1929). La 1 aprilie 1931 a fost numit membru în Consiliul de administrație al Casei autonome a construcțiilor. A mai îndeplinit funcțiile de comisar al guvernului pe lângă Banca Centrală Cooperativă, și administrator al BNR. Din februarie 1935 s-a încadrat în Frontul Românesc.
În timpul regimului de autoritate monarhică Sever Dan a fost numit membru în Consiliul superior al Frontului Renașterii Naționale de către regele Carol al II-lea al României.